# 特雷普托公園
特雷普托公園（德語：Treptower Park）是位於德國柏林特雷普托-克珀尼克的一座公園。這座公園位於1896年柏林工業大展覽會的舉辦地上。蘇聯戰爭紀念碑位於這裡，紀念在柏林戰役中犧牲的八萬名蘇聯軍人。這裡還舉辦了東德第一場西方搖滾樂隊的音樂會，以及於1994年8月31日舉行的蘇軍駐德集群鳴金收兵儀式。

## 外部連結
- 维基共享资源上的相關多媒體資源：特雷普托公園
- Website der Bürgerinitiative Treptower Park （页面存档备份，存于）
- Rollercoaster Database - Spree-Park Info （页面存档备份，存于）

52°29′18″N 13°28′11″E / 52.48833°N 13.46972°E